# 孫時芳
孫時芳（1564年—1647年），字中宇，紹興山陰人，明朝、南明政治人物。

## 生平
最初孫時芳獲薦舉為廣東鹽課提舉，天啟改任唐王府長史。當時時唐王朱碩熿年老，世孫朱聿鍵尚未請封，他就向朱碩熿三次上啟讓朱聿鍵於玉牒正名，最後成功，朱聿鍵也襲封唐王。之後朱聿鍵派人召來孫時芳，但他卻請求辭官；到弘光元年（1645年）五月清軍攻陷南京，朱聿鍵在福建即帝位是為隆武帝，其時再次起用他，八十二歲的他吩咐家人整理行裝至福京謁見隆武帝。隆武帝看到他很高興，點蠟燭迎接他，和他追述往事，並對內閣輔臣說：「以前孫時芳是朝廷的臣子，現在他則是朕的舊臣，才知道他的優異。現在商議讓他擔任尚寶少卿，未合乎朕的心意。」孫時芳回答：「臣子隨時隨地都能貢獻自己，怎敢立志求爵位與俸祿？」隆武帝回應：「收復孝陵時再加恩也不遲。」於是讓他擔任尚寶司卿聯絡浙江和南直隸。仙霞關失守，孫時芳痛哭大叫：「誰令天下事到此地步！皇上還健在嗎？」日夜大號小呼，隱居半年後嘔血數斗而逝世，虛歲八十四。

## 引用
1. 1 2  錢海岳《南明史·卷四十七·列傳第二十三》：孫時芳，字中宇，紹興山陰人。薦舉廣東鹽課提舉。天啟時，遷唐府長史。時唐王碩熿年老，世孫聿鍵年二十八，尚未以生聞。時芳曰：「今日國事孰大於此者，況立嫡立長，太祖家法，會典具在，誰敢亂之。」毅然請王，三啟力爭，遂以事聞，而世孫得正名玉牒，乞骸骨歸，世孫卒得嗣唐王。
2. ↑  錢海岳《南明史·卷四十七·列傳第二十三》：……弘光元年五月，南京亡。王之杭入閩，即天子位，命起時芳。時芳命家人飭裝，時年八十二矣。謁福京，上大悅，撒寶炬送之。比再入對，追道往事，語輔臣曰：「在昔為社稷臣，今為天子舊臣，方思有以優異之。而部議以尚寶少卿入，未恰朕心。」時芳對曰：「臣子隨地足自效，安敢志爵祿？」上曰：「行見孝陵，加恩未晚。」遂手掖而起，於是命以尚寶卿聯絡浙直。
3. ↑  錢海岳《南明史·卷四十七·列傳第二十三》：仙霞關失，痛哭狂疾曰：「天下事誰令至此！今上安在？」晝夜號呼，堅卧半年，嘔血數斗卒，年八十四。